# Harrison Schmitt
Harrison Hagan Schmitt (* 3. července 1935 Santa Rita, Nové Mexiko, USA) je americký geolog, astronaut a politik. „Jediný vědec, který kdy stanul na Měsíci a jediný, který stanul po boku Eugene Cernana, který měl české kořeny."

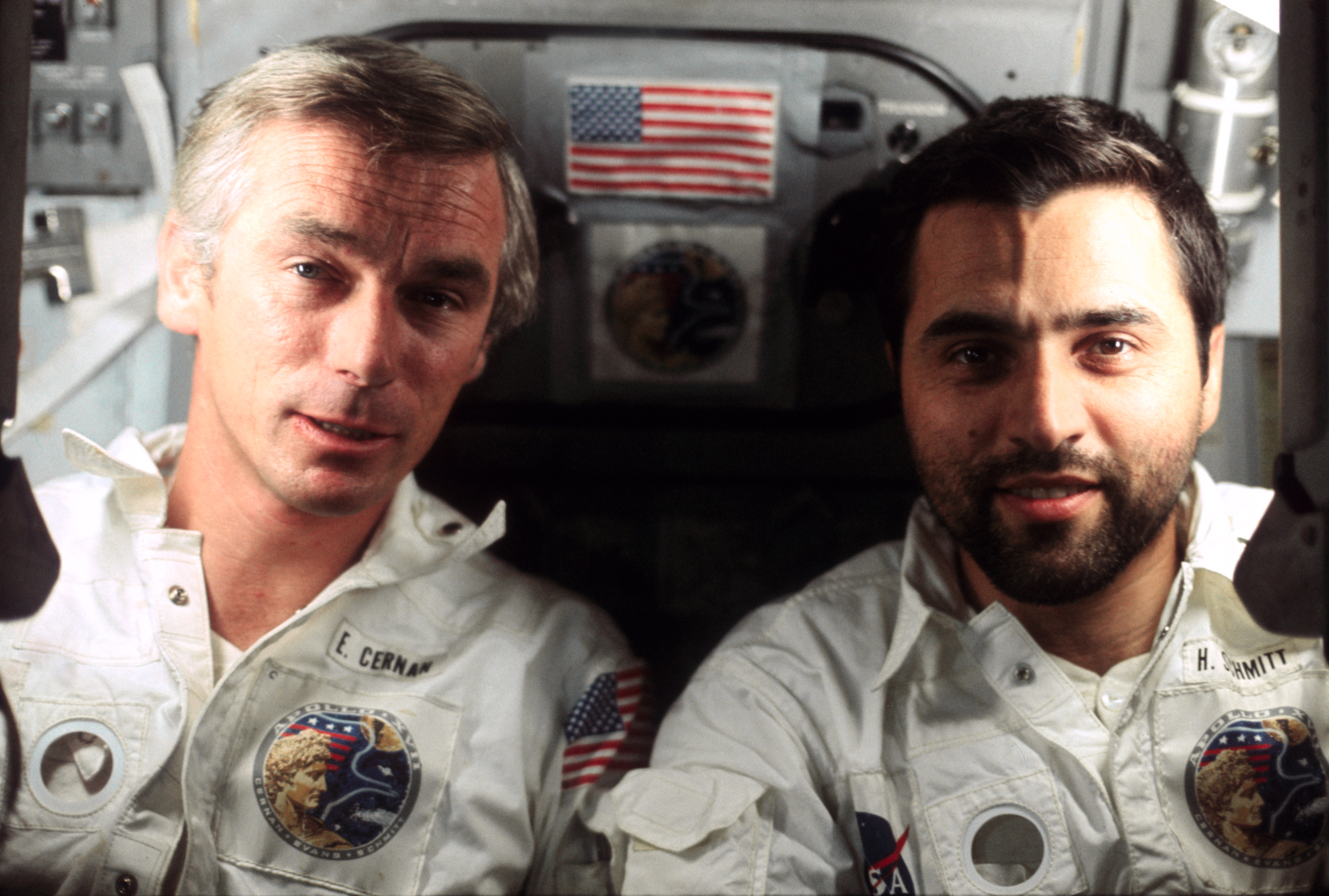
Cernan a Schmitt při letu Apolla 17

Zapojil se do programu Apollo, byl začleněn do posádky posledního letu Apolla na Měsíc jako nakonec jediný vědecký odborník z dvanácti astronautů dosáhnuvších povrchu Měsíce. Po odchodu z NASA se věnoval politické kariéře, koncem roku 1976 byl zvolen na šest let za republikánskou stranu senátorem za Nové Mexiko. Od roku 1994 přednáší na University of Wisconsin.

## Život

### Škola a výcvik
Harrison Schmitt pochází z Nového Mexika. V roce 1957 se stal inženýrem po vystudování kalifornského technologického institutu (California Institute of Technology, Pasadena). V letech 1957-1959 pokračoval studiemi v Norsku, na univerzitě v Oslo. Po návratu do Spojených států pracoval v Geologickém průzkumu USA (US Geological Survey) v Novém Mexiku, Montaně a Aljašce. Roku 1964 obhájil doktorát geologie na Harvardově univerzitě a přešel do Astrogeologického střediska Geologického průzkumu (Geological Survey’s Astrogeology Center) ve Flagstaffu v Arizoně, zde se podílel na mapování povrchu Měsíce.

### Astronaut
Astronautem se stal 27. června 1965 ve svých třiceti letech v rámci 4. náboru NASA, kdy bylo mezi americké astronauty zařazeno šest vědců. V NASA absolvoval astronautický výcvik, věnoval se vyhodnocování výsledků měsíčních expedic. Při letech Apolla 11 a Apolla 15 zastával funkci hlavního spojaře (CapCom). V témže Apollu 15 byl pilotem lunárního modulu záložní posádky. A podle zavedené praxe pak byl jmenován ve stejné funkci do hlavní posádky Apolla 17. V době letu byl svobodný a výtečný odborník v geologii, což dokonale na Měsíci zužitkoval.

### Let na Měsíc

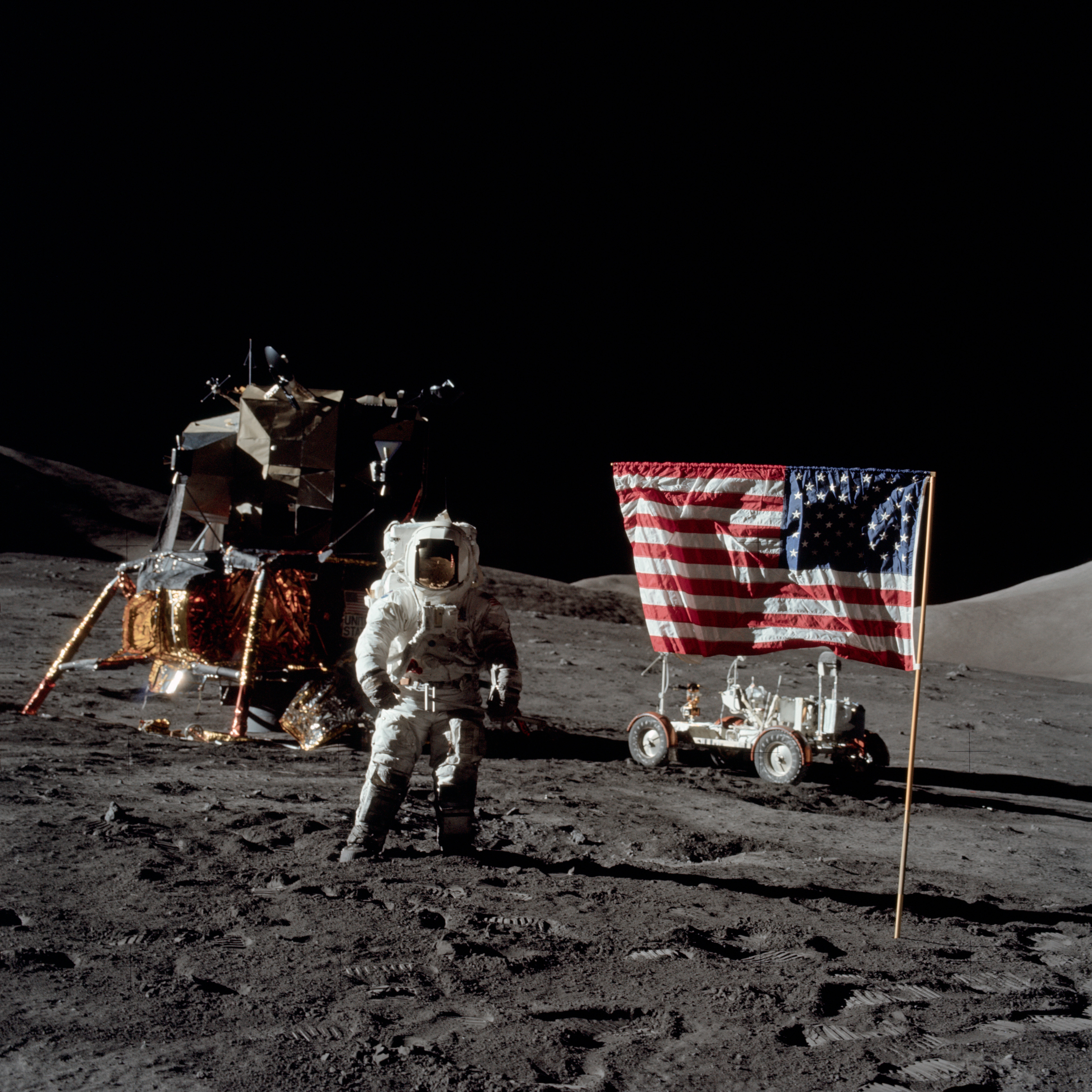
Harrison Schmitt na Měsíci, 13. prosince 1972.

Odstartoval v kosmické lodi Apollo 17 z kosmodromu na mysu Canaveral společně s Eugene Cernanem a Ronaldem Evansem 7. prosince 1972. Dne 11. prosince 1972 přistáli na Měsíci v oblasti kráteru Littrow a pohoří Taurus. Na Měsíc vystoupil jako dvanáctý člověk ze Země a pobyl zde 75 hodin, z toho bez 22 hodin a 4 minuty pracoval mimo loď při třech vycházkách, při nichž spolu s Cernanem ujel v Lunar Roveru 36 km. Po splnění úkolů spolu s oběma kolegy v pořádku odstartovali a přistáli s pomocí padáků v kabině na hladině Tichého oceánu. Celkem tedy strávil ve vesmíru 12 dní, 13 hodin a 52 minut. Vícekrát neletěl. Let Apolla 17 byl posledním letem programu Apollo na Měsíc a Schmitt byl prvním a posledním vědcem – geologem, který pracoval na povrchu Měsíce.
- Apollo 17 start 7. prosinec 1972 – přistání 19. prosinec 1972

### Po letu
V květnu 1974 byl jmenován asistentem administrátora NASA pro energetický výzkum, tuto práci dělal do srpna 1975, kdy odešel z NASA i oddílu astronautů. Pak zvolil politickou dráhu, dne 2. listopadu 1976 byl zvolen za republikány senátorem státu Nové Mexiko. Senátorem byl jedno volební období od ledna 1977 do ledna 1983. Pracoval ve výboru pro obchod, vědu a dopravu. Další volby roku 1982 prohrál, po odchodu ze senátu poskytoval konzultační služby, od roku 1994 přednáší na University of Wisconsin.
Harrison Schmitt je ženatý s Teresou Fitzgibbonovou.

## Vyznamenání
- NASA Distinguished Service Medal – USA, 1973[6]
- rytíř Národního řádu lva – Senegal, 1973[6]